# Eugene Byrd
Eugene Byrd (* 28. August 1975 in Philadelphia, Pennsylvania) ist ein US-amerikanischer Schauspieler.

## Leben
Eugene Byrd wuchs in Philadelphia auf und ging auf die Greene Street Friends School und The Crefeld School, wo er 1993 seinen Abschluss machte.
Byrd stand schon als Kind auf der Bühne. Das erste Mal war er 1987 in dem Drama Streetgirls zu sehen, der Film wurde in seiner Heimatstadt gedreht. Neben Gastrollen in Fernsehserien war er auch in Kinofilmen zu sehen, z. B. 1996 in Sleepers, 2002 in 8 Mile und 2004 in Anacondas: Die Jagd nach der Blut-Orchidee.
Außerdem spielte Byrd Nebenrollen in Fernsehserien wie Ein Wink des Himmels, Crossing Jordan – Pathologin mit Profil und Bones – Die Knochenjägerin. Hauptsächlich spielt er aber Gastrollen in verschiedenen Fernsehserien. Bislang war er in mehr als 75 Film- und Fernsehproduktionen zu sehen.
2015 spielte Byrd im Videospiel Battlefield Hardline den Charakter Marcus „Boomer“ Boone.

## Filmografie (Auswahl)

### Filme
- 1987: Streetgirls
- 1990: Murder in Mississippi
- 1991: Die Super-Gang (Bad Attitudes)
- 1995: Dead Man
- 1996: Sleepers
- 1997: Die Farbe der Gerechtigkeit (Color of Justice)
- 1998: We went to Coney Island on a Mission from God… Be Back by Five
- 1999: Whiteboyz
- 2000: Flammen der Leidenschaft – Eine wahre Geschichte (Enslavement: The True Story of Fanny Kemble)
- 2001: Lift
- 2002: Survival Island
- 2002: 8 Mile
- 2004: One Point O
- 2004: Buds for Life
- 2004: Anacondas: Die Jagd nach der Blut-Orchidee (Anacondas: The Hunt for the Blood Orchid)
- 2005: Confess
- 2007: Aufbruch in ein neues Leben (Rails & Ties)
- 2007: Light and Sufferer
- 2008: Julia
- 2009: Easier with Practice
- 2010: How to Make Love to a Woman
- 2011: The Barracks
- 2012: Rock Jocks
- 2015: ‘Tis the Season
- 2016: Dependent’s Day
- 2017: Kings
- 2018: A Million Little Pieces
- 2020: Immanence
- 2020: Definition Please
- 2022: Immanence
- 2024: Our Happy Place

### Fernsehserien
- 1991: Law & Order (Folge 1x17)
- 1991: Beverly Hills, 90210 (Folge 2x09)
- 1991–1992: Die Bill Cosby Show (The Cosby Show, 4 Folgen)
- 1992: Sesamstraße (Sesame Street, Folge 23x58)
- 1992: Grusel, Grauen, Gänsehaut (Are You Afraid of the Dark, Folge 1x06)
- 1993–1995: Criss Cross (13 Folgen)
- 1995: New York Undercover (Folge 1x24)
- 1998–1999: Ein Wink des Himmels (Home of the Brave Promised Land, 16 Folgen)
- 1999: Outer Limits – Die unbekannte Dimension (The Outer Limits, Folge 5x20)
- 2000: Law & Order: Special Victims Unit (Folge 1x16)
- 2000: Third Watch – Einsatz am Limit (Third Watch, Folge 1x16, 2x03)
- 2001: New York Cops – NYPD Blue (NYPD Blue, Folge 8x03)
- 2003: Two and a Half Men (2 Folgen)
- 2004: Emergency Room – Die Notaufnahme (ER, Folge 10x19)
- 2004–2005: Crossing Jordan – Pathologin mit Profil (Crossing Jordan, 13 Folgen)
- 2005: Ghost Whisperer – Stimmen aus dem Jenseits (Ghost Whisperer, Folge 1x07)
- 2006: Without a Trace – Spurlos verschwunden (Without a Trace, Folge 4x11)
- 2006–2007: Heroes (4 Folgen)
- 2007–2017: Bones – Die Knochenjägerin (Bones, 36 Folgen)
- 2008: Life (Folge 2x07)
- 2009: Numbers – Die Logik des Verbrechens (NUMB3RS, Folge 5x14)
- 2010: The Mentalist (Folge 2x22)
- 2012: Eureka – Die geheime Stadt (Eureka, Folge 5x06)
- 2012: Wilfred (Folge 2x07, 2x13)
- 2012: American Horror Story (Folge 2x06)
- 2012: Suburgatory (Folge 2x06)
- 2014: True Blood (3 Folgen)
- 2015–2016: Arrow (8 Folgen)
- 2017: Training Day (Folge 1x04)
- 2019: The Rookie (Folge 1x09)
- 2019–2020: L.A.’s Finest (Folgen 1x04, 2x07)
- 2020: One Day at a Time (Folge 4x02)
- 2021–2024: All American (5 Folgen)
- 2022: Reasonable Doubt (Folgen 1x03–1x09)
- 2022–2023: Das Geheimnis von Sulphur Springs (Secrets of Sulphur Springs, 16 Folgen)
- 2023: Quantum Leap (Folge 1x10)
- 2024: 9-1-1: Lone Star (Folge 5x07)

### Sprechrollen
- 2006: Robot Chicken (Animationsserie, 2 Folgen) … verschiedene Figuren
- 2015: Battlefield Hardline … als Marcus „Boomer“ Boone
- 2016–2017: Lego Star Wars: The Freemaker Adventures (Animationsserie, 31 Folgen) … als Zander
- 2018–2020: Rise of the Teenage Mutant Ninja Turtles (Animationsserie, 5 Folgen, verschiedene Rollen)
- 2019: Family Guy (Zeichentrickserie, Folge 18x02) … als UPS Deliveryman
- 2021–2023: The Ghost and Molly McGee (Animationsserie, 6 Folgen) … als Principal O’Connor
- 2022: Saints Row (Videospiel) … als Eli
- 2022–2024: The Legend of Vox Machina (Animationsserie, 5 Folgen) … als Jarrett
- 2025: Der freundliche Spider-Man aus der Nachbarschaft (Your Friendly Neighborhood Spider-Man, Zeichentrickserie)